# Kerstin Gerschau
Kerstin Gerschau, po mężu Kurrat (ur. 26 stycznia 1958 w Lipsku) – niemiecka gimnastyczka sportowa reprezentująca NRD. Brązowa medalistka olimpijska w wieloboju drużynowym z Montrealu (1976), dwukrotna medalistka mistrzostw Europy (1973), medalistka mistrzostw NRD.
Jej ojciec Helmut Gerschau był trenerem gimnastyki w reprezentacji NRD. Po zakończeniu kariery gimnastyczka ukończyła studia w akademii teatralnej w Lipsku na kierunku choreografia oraz studia w zakresie wychowania fizycznego. Następnie w latach 90. XX w. wraz z mężem, Klausem-Dieterem Kurratem założyła szkołę tańca w Teltow. Para miała trzy córki. 

## Osiągnięcia
| Rok                   | Zawody                | Konkurencja           | Konkurencja           | Konkurencja           | Konkurencja           | Konkurencja           | Konkurencja           |
| Rok                   | Zawody                | VT                    | UB                    | BB                    | FX                    | AA                    | Team                  |
| Zawody międzynarodowe | Zawody międzynarodowe | Zawody międzynarodowe | Zawody międzynarodowe | Zawody międzynarodowe | Zawody międzynarodowe | Zawody międzynarodowe | Zawody międzynarodowe |
| --------------------- | --------------------- | --------------------- | --------------------- | --------------------- | --------------------- | --------------------- | --------------------- |
| 1973                  | Mistrzostwa Europy    | 4                     | 5                     | 4                     | 2                     | 3                     |                       |
| 1976                  | Igrzyska olimpijskie  | 13T QR                | 7T QR                 | 13T QR                | 12T QR                | 9                     | 3                     |